# David Knopfler
David Knopfler, född 27 december 1952 i Glasgow, är en brittisk musiker. Han var gitarrist och en av originalmedlemmarna i rockgruppen Dire Straits, tillsammans med bland andra sin äldre bror, Mark Knopfler. David lämnade gruppen 1980, under inspelningarna av deras tredje album Making Movies, för att inleda en solokarriär. Han solodebuterade 1983 med albumet Release.

## Diskografi
Med Dire Straits
- 1978 – Dire Straits
- 1979 – Communiqué

Soloalbum
- 2022 - Skating on the lake1983 – Release
- 1985 – Behind the Lines
- 1987 – Cut the Wire
- 1988 – Lips Against the Steel
- 1991 – Lifelines
- 1994 – Giver
- 1994 – Small Mercies
- 2004 – Ship of Dreams
- 2006 – Songs for the Siren
- 2015 – Grace
- 2019 – Heartlands
- 2020 – Last Train Leaving
- 2020 – Songs of Loss and Love